# Шрейтор, Кирилл Сергеевич
Кирилл Сергеевич Шрейтор (бел. Кірыл Сяргеевіч Шрэйтар; род. 6 августа 1986, Пинск, Брестская область) — белорусский футболист, выступавший на позиции нападающего.

## Карьера
Футболом начал заниматься в юношеском возрасте в родном Пинске. Позже попал в структуру брестского «Динамо», за который преимущественно выступал за дублирующий состав. Дебютировал за клуб 8 мая 2005 года в матче против жодинского «Торпедо», выйдя на замену на 71 минуте. Вторую половину сезона провёл в пинской «Волне». Летом 2006 года футболист снова вернулся в пинский клуб, где был одним из ключевых игроков на протяжении нескольких сезонов. В 2010 году стал игроком микашевичского «Гранита». По итогу дебютного сезона стал лучшим бомбардиром клуба и третьим в рамках Первой лиги с 19 забитыми голами.
В январе 2012 года футболист вернулся в брестский клуб, который стал называться «Брест». В клубе футболист закрепиться не смог и в августе 2012 года покинул клуб. Вскоре футболист пополнил ряды «Городеи». В начале 2013 года футболист перешёл в «Слуцк». Закрепился в основной команде клуба и по итогу сезона вместе с клубом стал победителем Первой лиги. В январе 2014 года футболист покинул слуцкий клуб. Новый сезон футболист начал в составе польского клуба «Элана». В августе 2014 года перешёл в «Лиду». В декабре 2014 года покинул клуб.
В начале 2015 года футболист тренировался вместе с «Барановичами». Однако затем отправился в «Гомельжелдортранс», с которым вскоре подписал контракт. На протяжении сезона был одним из ключевых игроков гомельского клуба. В июле 2016 года футболист перешёл в бобруйскую «Белшину». Футболист сразу же стал основным игроком в клубе, однако по итогу сезона занял предпоследнее место в турнирной таблице и вылетел из Высшей лиги.
В феврале 2017 года футболист проходил просмотр в новополоцком «Нафтан». Однако новый сезон футболист начал в составе литовского клуба «Невежис». В июле 2017 года перешёл в «Барановичи». В январе 2018 года вернулся в «Лиду». В июле 2018 года покинул клуб, расторгнув контракт по соглашению сторон. Вскоре футболист пополнил ряды житковичского клуба ЮАС. В феврале 2019 года покинул клуб. В марте 2019 года стал игроком речицкого «Спутника», откуда в июле 2019 года перешёл в «Барановичами». В начале 2021 года объявил о завершении профессиональной карьеры футболиста. В июле 2022 года присоединился к барановичскому клубу «Надежда». В 2023 году футболист завершил карьеру.

## Достижения
«Слуцк»
- Победитель Первой Лиги: 2013